# Отіс Бердсонг
Отіс Лі Бердсонг (англ. Otis Lee Birdsong, нар. 9 грудня 1955, Вінтер-Гевен, Флорида, США) — американський професіональний баскетболіст, що грав на позиціях атакувального захисника і розігруючого захисника за декілька команд НБА. Гравець національної збірної США.

## Ігрова кар'єра
На університетському рівні грав за команду Х'юстон (1973–1977). 
1977 року був обраний у першому раунді драфту НБА під загальним 2-м номером командою «Канзас-Сіті Кінгс». Проте професіональну кар'єру розпочав 1977 року виступами за «Канзас-Сіті Кінгс», захищав кольори команди з Канзас-Сіті протягом наступних 4 сезонів.
З 1981 по 1988 рік також грав у складі «Нью-Джерсі Нетс».
Останньою ж командою в кар'єрі гравця стала «Бостон Селтікс», до складу якої він приєднався 1988 року і за яку відіграв один сезон.

## Статистика виступів в НБА

### Регулярний сезон
| Сезон              | Команда             | GP  | GS  | MPG  | FG%  | 3P%  | FT%  | RPG | APG | SPG | BPG | PPG  |
| ------------------ | ------------------- | --- | --- | ---- | ---- | ---- | ---- | --- | --- | --- | --- | ---- |
| 1977–78            | «Канзас-Сіті Кінгс» | 73  | –   | 25.7 | .492 | –    | .697 | 2.4 | 2.4 | 1.0 | 0.2 | 15.8 |
| 1978–79            | «Канзас-Сіті Кінгс» | 82  | –   | 34.6 | .509 | –    | .725 | 4.3 | 3.4 | 1.5 | 0.2 | 21.7 |
| 1979–80            | «Канзас-Сіті Кінгс» | 82  | –   | 35.2 | .505 | .278 | .694 | 4.0 | 2.5 | 1.7 | 0.3 | 22.7 |
| 1980–81            | «Канзас-Сіті Кінгс» | 71  | –   | 36.5 | .544 | .286 | .697 | 3.6 | 3.3 | 1.3 | 0.3 | 24.6 |
| 1981–82            | «Нью-Джерсі Нетс»   | 37  | 22  | 27.7 | .469 | .000 | .583 | 2.6 | 3.4 | 0.8 | 0.1 | 14.2 |
| 1982–83            | «Нью-Джерсі Нетс»   | 62  | 54  | 30.4 | .511 | .333 | .566 | 2.4 | 3.9 | 1.4 | 0.3 | 15.1 |
| 1983–84            | «Нью-Джерсі Нетс»   | 69  | 57  | 31.4 | .508 | .250 | .608 | 2.5 | 3.9 | 1.2 | 0.2 | 19.8 |
| 1984–85            | «Нью-Джерсі Нетс»   | 56  | 45  | 32.9 | .511 | .190 | .622 | 2.6 | 4.1 | 1.5 | 0.1 | 20.6 |
| 1985–86            | «Нью-Джерсі Нетс»   | 77  | 74  | 31.1 | .513 | .364 | .581 | 2.6 | 3.4 | 1.1 | 0.2 | 15.8 |
| 1986–87            | «Нью-Джерсі Нетс»   | 7   | 6   | 18.1 | .452 | .000 | .667 | 1.0 | 2.4 | 0.4 | 0.0 | 6.3  |
| 1987–88            | «Нью-Джерсі Нетс»   | 67  | 59  | 28.1 | .458 | .360 | .511 | 2.5 | 3.3 | 0.8 | 0.2 | 10.9 |
| 1988–89            | «Бостон Селтікс»    | 13  | 0   | 8.3  | .500 | .333 | .000 | 1.0 | 0.7 | 0.2 | 0.1 | 2.8  |
| Усього за кар'єру  | Усього за кар'єру   | 696 | 317 | 31.1 | .506 | .274 | .655 | 3.0 | 3.2 | 1.2 | 0.2 | 18.0 |
| В іграх усіх зірок | В іграх усіх зірок  | 4   | 0   | 13.0 | .375 | –    | .500 | 1.5 | 0.5 | 0.8 | 0.0 | 3.5  |

### Плей-оф
| Сезон             | Команда             | GP | GS | MPG  | FG%  | 3P%   | FT%  | RPG | APG | SPG | BPG | PPG  |
| ----------------- | ------------------- | -- | -- | ---- | ---- | ----- | ---- | --- | --- | --- | --- | ---- |
| 1979              | «Канзас-Сіті Кінгс» | 5  | –  | 33.6 | .513 | –     | .711 | 3.6 | 1.8 | 2.0 | .0  | 21.0 |
| 1980              | «Канзас-Сіті Кінгс» | 3  | –  | 37.6 | .484 | .000  | .429 | 7.7 | 2.3 | 1.3 | .0  | 22.0 |
| 1981              | «Канзас-Сіті Кінгс» | 8  | –  | 29.3 | .571 | 1.000 | .611 | 2.6 | 3.4 | 1.5 | 0.0 | 15.5 |
| 1983              | «Нью-Джерсі Нетс»   | 2  | –  | 18.5 | .375 | .000  | .500 | 1.0 | 4.5 | 1.5 | 0.0 | 6.5  |
| 1984              | «Нью-Джерсі Нетс»   | 11 | –  | 35.2 | .415 | .000  | .521 | 2.4 | 3.7 | 1.8 | 0.1 | 15.2 |
| 1986              | «Нью-Джерсі Нетс»   | 3  | 3  | 44.0 | .527 | .000  | .579 | 4.0 | 3.3 | 2.0 | 1.0 | 23.0 |
| 1989              | «Бостон Селтікс»    | 3  | 1  | 6.7  | .200 | .000  | –    | 0.7 | 0.3 | 0.3 | 0.3 | 0.7  |
| Усього за кар'єру | Усього за кар'єру   | 35 | 4  | 31.1 | .480 | .091  | .583 | 3.0 | 3.0 | 1.6 | 0.1 | 15.6 |